# Église Sainte-Marie de Covet
L'église Sainte-Marie de Covet est un édifice religieux de style roman bâti dans le hameau de Covet, appartenant à la commune d'Isona i Conca Dellà, dans la province espagnole de Lérida, en Catalogne.
L'image de la Verge de Covet préside une ancienne paroisse rurale qui ne comptait que huit habitants en 1990. L’église est un lieu important de la comarque de Pallars Jussà et un édifice très singulier du point de vue architectural dans toute la Catalogne. 

## Contexte géographique: Covet
Covet appartient à la commune d'Isona i Conca Dellà, laquelle est constituée des hameaux de Benavent de la Conca, Biscarri, Conques, Covet, Figuerola d’Orcau, Gramenet, Isona, els Masos de Sant Martí, Montadó, Llordà, Orcau, Sant Romà d’Abella et Siall. 
Suivant les époques, la population de Covet a varié. À environ une demi-heure au sud de Covet se trouve l'ancien chemin royal qui relie Tremp à Cervera et où se trouvait la vieille auberge de “Les Moreres”, actuellement disparue. Le 22 de juin de 949 dans l’acte de consécration de l’église de Sant Cristòfol de Salinoves (Baronia de Rialb-La Noguera), par première fois on cite Covet (Covecetus) et autres comme d’Isona, Llordà, en tant que points extrêmes. Aussi, en 1032, dans l’acte de vente du château de Llordà, fait par les comtes d’Urgell en faveur du vicomte d'Àger, Arnau Mir de Tost, et de son épouse Arsenda, on cite Covet, de nouveau, en tant que point extrême.
La sculpture gothique du saint Christ de Conques, brûlée totalement pendant les révoltes de 1936, provient de l’église de Covet ; cette sculpture était vénérée dans l'église paroissiale saint Michel à Conques. Aujourd’hui, une reproduction, totalement différente de l'original, est toujours vénérée. 

## L'église

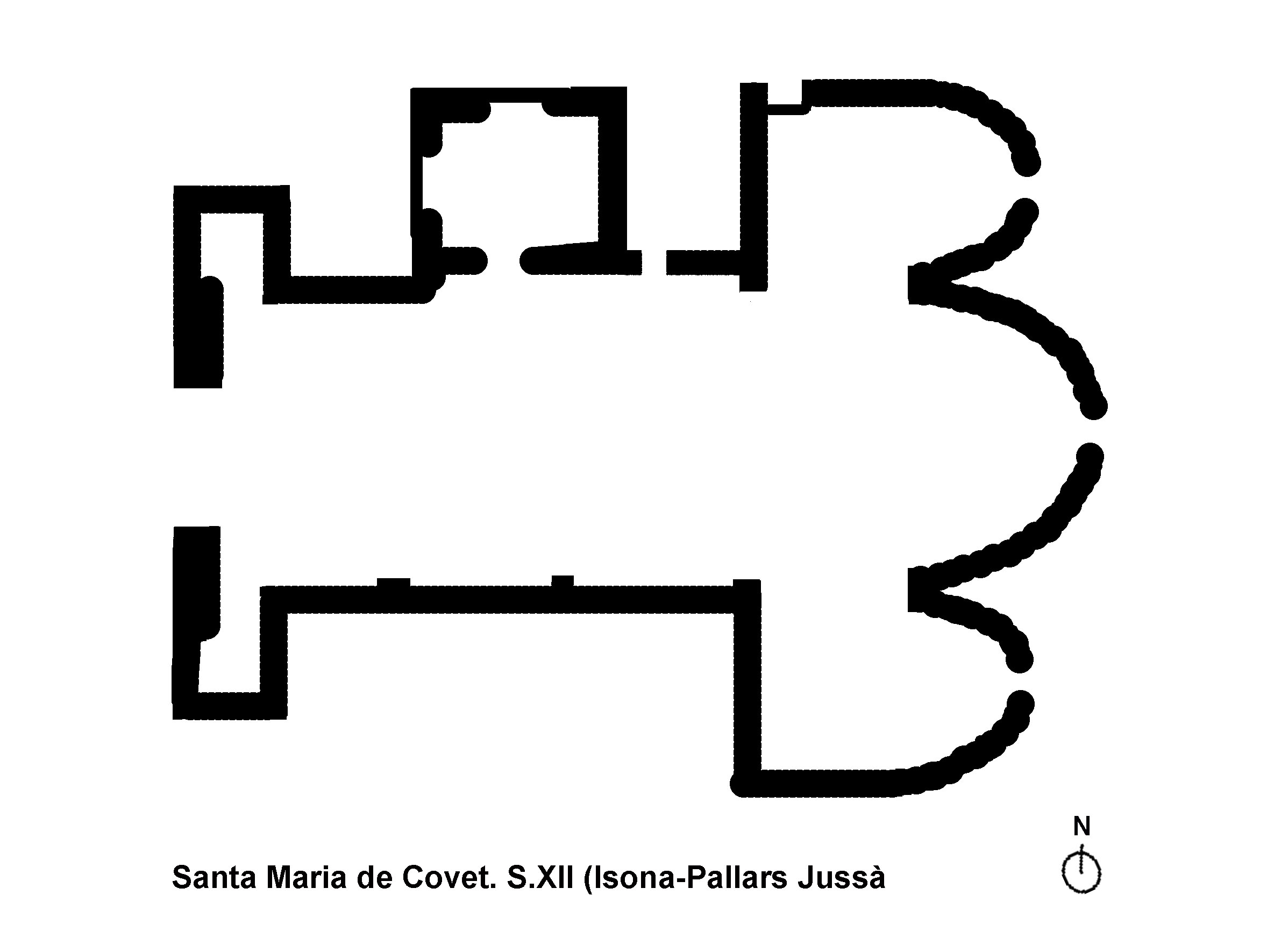
Plan de l'église

L'église de Covet est un édifice roman du XIIe siècle, en croix latine à une seule nef et transept, et à trois absides exposées au levant. Ces absides sont décorées à l'intérieur, par ailleurs, la plus grande d'entre elles est ornée de modillons à l’extérieur.
L'église du prieuré de Covet appartenait à l’abbaye augustine d’Àger.
Le 13 juillet 1986 est créée l’Association des amis de Covet dans le but de récupérer, maintenir et faire connaître le patrimoine culturel du lieu. 

## Extérieur

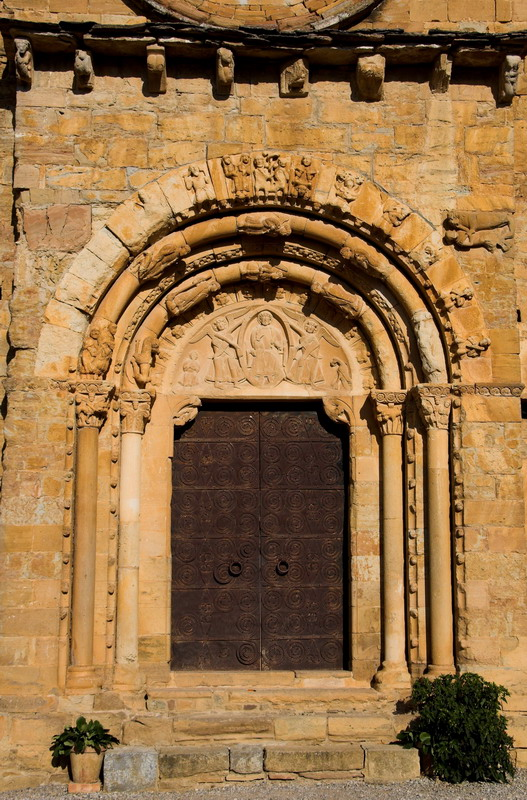
Portail principal de l'église

Les portes de l’église sont d’origine, ainsi que le fer forgé.
Le portail principal du mur ouest est l’endroit le plus visible, impressionnant et notable de l’église. Il est formé par une construction avancée, couronné par une corniche plate reposant sur une console. La porte, actuellement en mauvais état, se compose de voussures retombant sur des colonnes de chaque côté. Ces voussures sont sculptées de figures d’anges, de monstres et de saltimbanques. Le Péché originel ou l’Arbre de vie est représenté sur le voussoir central. Sur le tympan se trouve le Christ dans une mandorle, entouré d’un séraphin et d’un chérubin.
Les sculpteurs de Covet étaient sous l’influence artistique de l’école Toulousaine, entre autres. On peut observer tout un programme iconographique et théologique reflétant les différentes croyances de l’époque. On observe à plusieurs reprises la représentation du principe dualiste joint avec des figures de Samson, Daniel, Noé, ... Tout l’ensemble, daté entre 1150 et 1160, n’a pas son pareil en Catalogne et seule l’église d’Artaiz en Navarre (du troisième quart du XIIe siècle, comme d’autres églises de Galice et de Coimbra) lui ressemble. La charte du don et de consécration de l’église n’a pas été trouvée. On estime néanmoins que l'église a été construite sur des basiliques wisigothiques antérieures et qu'elle constitue l'agrandissement d’un petit ermitage rural (zone de l’abside sud). Par ailleurs, la tour du clocher est une ancienne construction post-romaine de surveillance. Les spécialistes divergent toutefois sur ces points.

## Intérieur
La nef de l'église est divisée en trois travées par deux arcs de soutien qui s’appuient sur des colonnes adossées, avec des chapiteaux sculptés. Le mur nord est percé de deux petites portes qui mènent au clocher et à l’extérieur. Sur l’autre mur subsiste une colonne à chapiteau qui aurait correspondu à un autre arc de soutien bien qu’il meure au niveau de la frise supérieure.
La galerie intérieure est très originale. Construite essentiellement dans le mur de l'entrée, la galerie est formée par quatre arcs ogivaux sur des colonnes soutenant cinq chapiteaux dignes d’admiration tant du point de vue du volume que de l'élégance. On accède à cette galerie à travers deux escaliers hélicoïdaux construits sur les flancs de la façade. La grande rosace de la façade s’ouvre avec des arceaux et des petites colonnes radiales. Les vitraux sont postérieurs, et furent exécutés après 1939.

## Œuvres d'art
L'église renfermait une sculpture romane de la Vierge, qui se trouve actuellement au Musée national d'art de Catalogne à Barcelone. Il s’agit d’une sculpture polychrome en bois et dont le dos est partiellement évidé... D’après la notice MNAC-4395 du musée, cette image date des XIIe - XIIIe siècles : 
«  Il s’agit d’une Vierge à l'Enfant ; la mère se tient assise sur le trône décoré de formes géométriques sur fond bleu. Sa main droite contient une grenade et avec la gauche elle tient l’enfant sur son genou gauche. Elle est habillée d’une tunique et d’une cape avec un voile blanc décoré de lignes parallèles, de feuilles blanches et d’une couronne. Elle appuie ses pieds sur un double socle. L’enfant, couronné lui aussi, bénit de sa main droite et porte un livre dans la main gauche (80 x 32 cm). Récemment, la dorure des couronnes a été restaurée ; il manque la partie inférieure des côtés du trône. Cette image fait partie d’un groupe de sculptures d’aspect plus rustique qui, peut-être, proviennent du même atelier et sont conservées au musée diocésain à Lleida. »
Le 26 août 1989 est remise à l’église une reproduction de cette sculpture par l'Association pour son exposition dans le temple. 
Le Musée diocésain de Vic renferme, sous le numéro d'inventaire 4418, un encensoir provenant du prieuré de Covet. Il fut réalisé aux XIIe - XIIIe siècles en bronze fondu, et mesure 16 centimètres de hauteur. Bien conservé, il fut acquis par Monseigneur Gudiol en 1923.

## Protection
La cathédrale fait l’objet d’un classement en Espagne au titre de bien d'intérêt culturel depuis le 11 janvier 1921.